# Апофіз

Осифікація апофізу (номер 3 на малюнку): 1 — осифікаційний центр в епіфізі; 2 — діафіз; 3 — осифікаційний центр апофізу

Апофі́з (лат. apophysis від грец. αποφυσις — «наріст, відросток») — відросток кістки поблизу епіфіза, що виникає із самостійного ядра окостеніння. Як правило, функція апофізів полягає в прикріпленні до них м'язів.
Апофізи окостенівають енхондрально із закладених у їхньому хрящі центрів окостеніння і побудовані вони з губчастої речовини. Наприклад, у людини плечова кістка має три пункти окостеніння у верхньому кінці: епіфіз у головці і два апофізи у великому і малому горбах і чотири пункти в нижньому: два з них утворюють епіфіз і два — апофізи, що формують внутрішній і зовнішній виростки. Ці центри окостеніння з'являються на 3-му році життя у великому горбі, на 5-му році — в малому і на 8-му — в обох виростках. Об'єднання кісткової тканини апофізів з епіфізом відбувається не одночасно: на 5-му році життя приєднується великий горб, малий горб відразу приєднується відразу після утворення, на 11-му році зовнішній виросток зливається з головчастим узвишшям і на 18-му році до нижнього епіфізу приростає внутрішній виросток і в той же час нижній епіфіз зливається з тілом кістки (верхній епіфіз приростає на 20-му році життя).
Утворення верхнього кінця стегна відбувається аналогічно плечу. У нижньому кінці на 4-му році виникає апофіз у великому вертлюзі і на 14-15-му році — в малому вертлюзі. Виниклі останніми апофізи на нижньому кінці стегна приростають, навпаки, першими на 17-18-му роках життя людини.

## Патологія
- Хвороба Осгуда-Шляттера - остеохондропатія апофіза великогомілкової кістки у підлітків.[3]